# Erwin Hochsträsser
Erwin Hochsträsser (ur. 1911, zm. 15 listopada 1980 w Lozannie) – szwajcarski piłkarz, reprezentant kraju, grający na pozycji napastnika.

## Kariera klubowa
Hochsträsser swoją przygodę z futbolem rozpoczął w 1932 w drużynie BSC Young Boys. W ekipie ze stolicy Szwajcarii spędził dwa lata. 
Od 1934 występował w FC Lausanne-Sport. Wraz z zespołem odnosił największe sukcesy w karierze. Dwukrotnie zdobył mistrzostwo Nationalligi A w sezonach 1934/35 i 1935/36. Także dwa razy triumfował w rozgrywkach o Puchar Szwajcarii w sezonach 1934/35 i 1938/39. Dotarł także do finału tych rozgrywek w sezonie 1936/37. W zespole z Lozanny występował do 1941, po czym zakończył karierę piłkarską. 

## Kariera reprezentacyjna
Hochsträsser w reprezentacji zadebiutował 29 października 1933 w meczu przeciwko Rumunii, którym jego zespół zremisował 2:2. W spotkaniu tym strzelił jedną z bramek. Drugie i zarazem ostatnie spotkanie w drużynie Helwetów rozegrał 19 listopada 1933 w Zurychu, a rywalem była reprezentacja III Rzeszy. Mecz zakończył się porażką Szwajcarii 0:2.
W 1934 został powołany na Mistrzostwa Świata. Podczas włoskiego turnieju pełnił rolę piłkarza rezerwowego. 
| Mecze i gole w reprezentacji | Mecze i gole w reprezentacji | Mecze i gole w reprezentacji | Mecze i gole w reprezentacji | Mecze i gole w reprezentacji | Mecze i gole w reprezentacji | Mecze i gole w reprezentacji |
| #                            | Data                         | Miasto                       | Przeciwnik                   | Gol                          | Wynik                        | Rozgrywki                    |
| ---------------------------- | ---------------------------- | ---------------------------- | ---------------------------- | ---------------------------- | ---------------------------- | ---------------------------- |
| 1.                           | 29.10.1933                   | Berno                        | Rumunia                      | Gol                          | 2:2                          | El. MŚ 1934                  |
| 2.                           | 19.11.1933                   | Zurych                       | III Rzesza                   |                              | 0:2                          | towarzyski                   |

## Sukcesy
Lausanne-Sports
- Mistrzostwo Nationalligi A (2): 1934/35, 1935/36
- Puchar Szwajcarii (2): 1934/35, 1938/39
- Finał Pucharu Szwajcarii (1): 1936/37